# Babiana striata
Babiana striata là một loài thực vật có hoa trong họ Diên vĩ. Loài này được (Jacq.) G.J.Lewis miêu tả khoa học đầu tiên năm 1941.